# Byun Baek-hyun
Byun Baek-hyun (변백현?, 邊伯賢?, Byeon Baek-hyeonLR, Pyŏn PaekhyŏnMR; Bucheon, 6 maggio 1992) è un cantante, ballerino e attore sudcoreano.
Dal 2012 è membro del gruppo musicale EXO, e contemporaneamente del suo sottogruppo EXO-CBX. Dal 2019 ha iniziato la sua carriera da solista contemporaneamente alle sue attività con gli EXO e con il gruppo SuperM, di cui è il leader.

## Biografia
Byun Baek-hyun è nato il 6 maggio 1992 a Bucheon, nel distretto di Wonmi-gu. Ha un fratello maggiore, Byun Baek-beom, di sette anni più grande. Iniziò a prepararsi per diventare un cantante all'età di 11 anni, ispirandosi all'artista coreano Rain. Alla Jungwon High School di Bucheon era membro di una band scolastica e partecipava a numerosi festival musicali. Nel 2011 entrò alla S.M. Entertainment attraverso un casting.

## Carriera

### EXO
Baekhyun ha debuttato ufficialmente il 30 gennaio del 2012, quando fu annunciato come nono membro degli EXO. Nel 2015 ha composto il suo primo singolo, "Beautiful", diventato la colonna sonora del drama Exo Next Door, a cui hanno partecipato i membri del gruppo. Inoltre, sempre nello stesso anno, ha cantato "Like Rain Like Music" come tributo al cantante Kim Hyun-sik.
Il 6 gennaio 2016, Baekhyun ha duettato con l'artista Suzy, membro del gruppo femminile miss A, per il singolo "Dream". Ha esordito come attore con il drama coreano Dar-ui yeon-in - Bobogyeongsim ryeo, recitando nel ruolo del principe Wang Eun. Ha anche collaborato al sottogruppo degli EXO formatosi nell'ottobre 2016, CBX (ChenBaekXiumin) con i compagni Xiumin e Chen. I tre hanno debuttato con "Hey Mama!".
Il 10 luglio 2019 ha debuttato come solista con l'EP City Lights.
Nel 2020, ha presentato il suo secondo Mini Album da solista Delight (Byun Baek-hyun) Delight, il cui singolo pubblicato è stato Candy. 
Nel 2021, poco prima di arruolarsi per il servizio militare obbligatorio, ha pubblicato il suo terzo mini album, Bambi (Byun Baek-hyun) ''Bambi''
Il 6 maggio 2021 si è arruolato. Baekhyun, a causa della patologia da cui è affetto (ipotiroidismo), è stato esentato dal normale arruolamento nel corpo dell'esercito, affrontando così il suo servizio obbligatorio, nell'ente pubblico, lavorando nel sociale.
Il 3 gennaio 2024, 10 Asia ha annunciato la costituzione da parte di Baekhyun di una nuova etichetta chiamata INB100. L'etichetta, creata effettivamente il 23 giugno 2023, prevede la gestione di tutte le attività soliste dell'artista, che è a tutti gli effetti il CEO della società. Poco più tardi è stato annunciato che anche altri due membri degli EXO (Chen e Xiumin) si sarebbero uniti alla INB100 per la gestione delle attività da solisti.  L'8 gennaio 2024 la SM Entertainment ha confermato la cosa, sottolineando che questo non avrebbe influito sulle attività del gruppo, gestite sempre dalla loro etichetta.
Il 12 marzo 2024, attraverso un comunicato stampa, la INB100 ha rivelato che Baekhyun avrebbe partecipato alla cerimonia di apertura dell'MBL World Tour 2024, dove si sarebbe esibito con entrambi gli inni nazionali di Corea e USA.
Il 28 Luglio, durante la seconda data di Seoul del suo tour "Lonsdaleite" Baekhyun a svelato il teaser del suo nuovo album in uscita il successivo 6 settembre, "Hello World". Il singolo "Pineapple Slice", lanciato il giorno di uscita dell'album, ha contribuito a rendere Baekhyun il primo artista coreano solista a ottere il titolo di "Triple Million Seller", riconfermando il suo soprannome di "Genius Idol".

### SuperM
Nel 2019, prima dell'annuncio ufficiale del debutto dei SuperM, c'erano state voci secondo cui SM Entertainment aveva in programma di debuttare una "K-pop Super Boy Band". Il 7 agosto 2019, il presidente della Capitol Music Group Steve Barnett e il fondatore della SM Entertainment Lee Soo-man hanno annunciato ufficialmente il gruppo come SuperM al Capitol Congress 2019. Il gruppo si compone di un membro degli Shinee, Lee Taemin (attivo nel mondo dello spettacolo dall'età di 14 anni), due membri degli EXO, Byun Baekhyun e Kai (debuttati nel 2012), il leader degli NCT Lee Taeyong con Lee Mark (debuttati nel 2016), e i due membri degli WayV (sub unità degli NCT cinese debuttato nel 2019) Lucas e Ten (entrambi avevano già debuttato con gli NCT, rispettivamente nel 2018 e nel 2016).

## Discografia

### Da solista

#### EP
- 2019 – City Lights
- 2020 – Delight
- 2021 – Baekhyun
- 2021 – Bambi
- 2024 – Hello World
- 2025 – Essence of Reverie

#### Singoli
- 2016 – Dream (con Suzy)
- 2016 – The Day (con K.Will)
- 2017 – Rain (con Soyou)
- 2017 – Take You Home
- 2019 – UN Village
- 2020 – Candy
- 2020 – Amusement Park
- 2021 – Get You Alone
- 2021 – Bambi
- 2024 – Pineapple Slice

#### Collaborazioni
- 2020 – Leo (Bolbbalgan4) feat. Byun Baek-hyun)
- 2021 - Hurt (Seomoo Tak) feat. Byun Baek-hyun)
- 2023 - Heartsteel (Paranoia) feat. Byun Baek-hyun)

## Filmografia

### Drama televisivi
- To the Beautiful You (아름다운 그대에게) - serie TV, episodio 2 (2012)
- Uri yeopjib-e EXO-ga sanda (우리 옆집에 EXO가 산다) - serie TV, episodi 1-10, 12-16 (2015)
- Scarlet Heart: Ryeo (달의 연인 - 보보경심 려) - serie TV (2016)

### Film
- I AM., regia di Choi Jin-seong (2012)
- SMTown: The Stage, regia di Bae Sung-sang (2015)

### Speciali
- The Miracle (기적) (2013)
- EXO-CBX Hot Debut Stage Countdown (2016)
- Gongjungjeong-won (BAEKHYUN 라이브 비디오 '공중정원') - trasmissione online (2020)
- OVERPASS: BAEKHYUN - online (2020)
- THE 11th INCHEON K-POP CONCERT - online (2020)
- Baeteulgeulaundeu seukwodeu laibeu (배틀그라운드 스쿼드 라이브) - online / live broadcast (2020)
- 2020 The 1st World Cultural Industry Forum (2020 제 1회 세계문화산업포럼) - online / live broadcast (2020)
- SMTOWN Live "Culture Humanity"- concerto online (2020)

### Programmi televisivi
- Show Champion (쇼 챔피언) - programma televisivo, episodi 2, 11, 77, 141, 149, 191, 238, 364 (2012, 2013, 2014, 2015, 2016, 2019)
- Music Station (ミュージックステーション) - programma televisivo (2012)
- Star King (스타킹) - programma televisivo (2012)
- Star Golden Bell (스타 골든벨) - programma televisivo (2012)
- Beatles Code 2 (비틀즈코드시즌2) - programma televisivo (2012)
- Ask in a Box (에스크 인 어 박스) - programma televisivo (2012)
- After School Club - programma televisivo, episodi 9, 165 (2013, 2016)
- Inkigayo (SBS 인기가요) - programma televisivo, episodi 725, 733-735, 750-751, 756-795, 809-811, 820, 847-848, 868-869, 878-879, 921-922, 928, 1050 (2013, 2014, 2015, 2016, 2017, 2020)
- Pops in Seoul (팝스 인 서울) - programma televisivo, episodio 4000 (2013)
- Happy Camp (快乐大本营) - programma televisivo, episodi 835, 887 (2013, 2014)
- Weekly Idol (주간 아이돌) - programma televisivo, episodi 103, 108 (2013)
- Immortal Songs: Singing the Legend (불후의 명곡: 전설을 노래하다) - programma televisivo, episodi 114, 116, 118-119 (2013)
- A Song For You 1 - programma televisivo, episodi 1-2 (2013)
- Infinite Challenge (무한도전) - programma televisivo, episodi 345, 366,  466, 498 (2013, 2014, 2016)
- Running Man (런닝맨) - programma televisivo, episodi 171-172 (2013)
- Exo's Showtime (EXO's 쇼타임) - programma televisivo (2013)
- Music Bank (뮤직뱅크) - programma televisivo, episodi 727, 768, 782, 784, 790, 817 (2013, 2015)
- Exo Oven Radio (오븐라디오-엑소) - programma televisivo, episodi 1, 4-5 (2013)
- EXO's First Box - programma televisivo (2014)
- Hot Moment xoxo EXO (뜨거운 순간 엑소) - programma televisivo (2014)
- Roommate 1 (룸메이트) - programma televisivo, episodi 2, 7, 13 (2014)
- Exo 90:2014 - programma televisivo, episodi 1, 4-8, 11 (2014)
- The Ultimate Group (最强天团) - programma televisivo, episodio 5 (2014)
- M Countdown (엠 카운트다운) - programma televisivo, episodi 417-418, 420-422, 429, 431, 433, 438, 446, 453, 456, 462, 499, 533-534, 536, 540-541, 566, 659, 671, 703 (2015, 2016, 2017, 2018, 2020, 2021)
- Show! Eum-ak jungsim (쇼! 음악중심) - programma televisivo, episodi 450, 453 (2015)
- Hello Counselor 1 (안녕하세요 시즌1) - programma televisivo, episodio 220 (2015)
- The Return of Superman (슈퍼맨이 돌아왔다) - programma televisivo, episodio 79 (2015)
- Yu Huiyeol’s Sketchbook (유희열의 스케치북) - programma televisivo, episodi 277, 340, 451, 508 (2015, 2016, 2019, 2020)
- BUZZ RHYTHM (バズリズム) - programma televisivo (2015)
- EXO Channel - programma televisivo (2015)
- 2015 Idol Star Athletics Championships Chuseok Special (2015 아이돌스타 육상 씨름 농구 풋살 양궁 선수권대회) - programma televisivo, episodio 1 (2015)
- EXO's Second Box - programma televisivo (2015)
- Be The Idol (唱游天下) - programma televisivo, episodio 2 (2015)
- 2015 SBS Gayo Daejeon (2015 SBS 가요대전) - programma televisivo (2015)
- 2015 MBC Music Festival: Encyclopedia of Music (2015 MBC 가요대제전: 가요대백과) - programma televisivo (2015)
- Fantastic Duo 1 (판타스틱 듀오) - programma televisivo, episodi 3-4 (2016)
- Exomentary Live - programma televisivo (2016)
- Idol Chef King (아이돌요리왕) - programma televisivo (2016)
- Star Show 360 (스타쇼360) - programma televisivo, episodi 1-2 (2016)
- 2017 Idol Star Athletics Archery Rhythmic Gymnastics Aerobics Championships (2017 아이돌스타 육상 양궁 리듬체조 에어로빅 선수권 대회) - programma televisivo (2017)
- Knowing Bros (아는 형님) - programma televisivo, episodio 85, 159, 208, 245 (2017, 2018, 2019, 2020)
- EXO TOURGRAM - programma televisivo (2017)
- Music Bank in Jakarta (뮤직뱅크) - programma televisivo (2017)
- Party People (박진영의 파티피플) - programma televisivo, episodio 10 (2017)
- Master Key (마스터 키) - programma televisivo, episodio 1 (2017)
- EXO From Happiness - programma televisivo (2017)
- EXO's Ladder 1 (EXO의 세계 여행 사다리에) - programma televisivo (2018)
- Music Bank in Berlin (뮤직뱅크) - programma televisivo (2018)
- Happy Together 4 (해피 투게더4) - programma televisivo, episodio 5 (2018)
- EXO Arcade (엑소오락관 시즌) - programma televisivo (2018)
- EXO's Ladder 2 (EXO의사다리타고세계여행2) - programma televisivo (2019)
- Sim For You (심포유) - programma televisivo (2019)
- Sim For You: Special Hard Drive Run (심포유특가 매출) - programma televisivo (2019)
- Stage K (스테이지K) - programma televisivo, episodio 9 (2019)
- Star Road: Baekhyun (백현 'Star Road') - programma televisivo (2019)
- Five Cranky Brothers (괴팍한 5형제) - programma televisivo, pilot (2019)
- SuperM: The Beginning (SuperM 더 비기닝) - programma televisivo (2019)
- Radio Star (황금어장 라디오스타) - programma televisivo, episodio 646 (2019)
- Workman (워크맨) - programma televisivo, episodi 34-35 (2020)
- BOATTA (보았다) - programma televisivo, episodio 14 (2020)
- I Play Alone (나혼자논다) - programma televisivo (2020)
- You Quiz on the Block 3 (유 퀴즈 온 더 블럭 3) - programma televisivo, episodio 61 (2020)
- DoReMi Market (도레미마켓) - trasmissione televisiva, episodio 118 (2020)
- Dong Dong Shin Ki (동동신기) - programma televisivo, episodio 9 (2020)
- SuperM Midterm Exam (SuperM 중간고사) - programma televisivo (2020)
- Mtopia Pre-release (M토피아 선공개) - programma televisivo (2020)
- Mtopia (M토피아) - programma televisivo (2020)
- MTopia Cookie Clip (비하인드) - programma televisivo (2020)
- Mtopia Highlights (M토피아 하이라이트) - programma televisivo (2020)
- SuperM: As We Wish (원하는대로) - programma televisivo (2020)
- MMTG (문명특급) - programma televisivo, episodio 177 (2020)
- Things That Make Me Groove (언제까지 어깨춤을 추게 할 거야) - programma televisivo, episodio 9 (2020)
- EXO Arcade 2 (보여줄게 EXO - 엑소오락관 시즌2) - programma televisivo (2021)